# Zoltán Adorjáni
Zoltán Adorjáni (n. 10 octombrie 1880, Vânători, Mureș (în maghiară Héjjasfalva) - d. 28 iulie 1933, Acățari, Mureș (Ákosfalva)) a fost un scriitor și poet maghiar din Transilvania.